# Сумманен, Раймо
Ра́ймо Су́мманен (фин. Raimo Summanen; род. 2 марта 1962, Йювяскюля) — финский хоккеист и тренер.

## Биография

### Карьера игрока
Играл на позиции левого нападающего. Выступал за клубы: ЮП ХТ (Йювяскюля, Финляндия, 1980, 1981), «Киеккорейпас» (Лахти, Финляндия, 1982), «Ильвес» (Тампере, Финляндия 1983, 1984, 1989, 1990, 1992), «Эдмонтон Ойлерз» (НХЛ, 1984—1987), «Нова Скотия Ойлерз» (АХЛ, 1985), «Ванкувер Кэнакс» (НХЛ, 1987, 1988), «Фредерикшен Экспресс» (АХЛ, 1988), «Флинт Дженералз» (ИХЛ, 1988), ХПК (Хямеэнлинна, Финляндия, 1991), ТПС (Турку, 1993, 1995), «Йокерит» (Хельсинки, Финляндия, 1994), «Берн» (Швейцария, 1994). В чемпионатах разных лиг и стран сыграл 710 матчей, забросил 364 шайбы, сделал 351 передачу, набрал 636 минуты штрафа. 
В чемпионатах НХЛ 151 матч, 36 шайб, 40 передач, 35 минут штрафа. +6(+/-)

В Кубке Стэнли 10 матчей, 2 шайбы, 7 передач, +5 (+/-).
За сборную Финляндии провел  на ЧМЕ 1983, ЧМЕ 1987, ЧМЕ 1990, ЧМЕ 1991, ЧМ 1997, ЗОИ 1998, Кубка Канады 1991, 72 матча, забросил 16 шайб.

### Карьера тренера
На тренерской работе с сезона 1997/98: ХИФК (Финляндия, 1998, 1999 — ассистент главного тренера), «Йокерит» (Финляндия, 2000, 2001 — ассистент главного тренера; 2002, 2003 — главный тренер), «Рапперсвиль-Йона Лейкерс» (Швейцария, 2010 — главный тренер), «Авангард» (Россия, 2010, 2011, 2012 — главный тренер). Отличается нестандартными методами работы.
Привёл «Авангард» к победе в регулярном первенстве чемпионата России (кубок Континента) в 2011 году. Во время плей-офф обострился конфликт с некоторыми хоккеистами. Был отстранён от матчей во время второго раунда плей-офф.
После отставки в «Авангарде» был тренером-консультантом в ХК «Киекко-Вантаа» (Финляндия). 15 декабря 2011 года был вновь назначен главным тренером омского «Авангарда». Вывел клуб в финал чемпионата России, где в напряжённой семиматчевой серии уступил ОХК «Динамо».
12 июня 2012 года контракт был продлён ещё на год. 4 июля официально обратился с заявлением досрочно расторгнуть годовой контракт.
В феврале 2014 года он сменил Харри Ринделла на посту наставника ХИФКа. 6 апреля 2014 года было объявлено о том, что накануне «Авангард» подписал новое соглашение с Сумманеном о его назначении на должность главного тренера. Срок контракта составил один год.
26 марта 2015 года было объявлено, что ХК «Авангард» не будет продлевать контракт с Сумманеном, а клуб займется поисками нового тренера.

## Достижения

### Как игрок
- Трёхкратный чемпион Финляндии 1993, 1994, 1995
- Чемпион мира 1995
- Обладатель Кубка Стэнли в составе «Эдмонтон Ойлерз» 1984
- Участник чемпионатов мира и Европы 1983, 1987, 1990, 1991, 1995
- Участник зимних Олимпиад 1984, 1992
- Участник розыгрышей Кубка Канады 1987, 1991 (11 матчей, 1 гол).

### Как тренер
- Чемпион СМ-Лиги 2002
- Финалист Кубка мира по хоккею с шайбой 2004 г. (Сборная Финляндии)
- Обладатель Кубка Континента в сезоне 2010/11 («Авангард»)
- «Серебро» Кубка Гагарина в сезоне 2011/12 («Авангард»)

## Статистика
Последнее обновление: 29 апреля 2012 года
| Команда                  | Турнир-сезон | Регулярный сезон | Регулярный сезон | Регулярный сезон | Регулярный сезон | Регулярный сезон | Регулярный сезон | Регулярный сезон | Регулярный сезон | Плей-офф | Плей-офф | Плей-офф                        |
| Команда                  | Турнир-сезон | И                | В                | ВО/ВБ            | Н                | ПО/ПБ            | П                | О                | Результат        | В        | П        | Результат                       |
| ------------------------ | ------------ | ---------------- | ---------------- | ---------------- | ---------------- | ---------------- | ---------------- | ---------------- | ---------------- | -------- | -------- | ------------------------------- |
| Йокерит                  | СМ-Л 2001-02 | 56               | 31               | -                | 8                | 1                | 16               | 71               | 3 место          | 9        | 3        | 1 место                         |
| Йокерит                  | СМ-Л 2002-03 | 56               | 35               | -                | 6                | 0                | 15               | 76               | 2 место          | 6        | 3        | Поражение в 1/2 финала          |
| Сборная Финляндии        | ЧМ 2004      | 7                | 4                | 0                | 1                | 1                | 1                | -                | 6 место          | 6 место  | 6 место  | 6 место                         |
| Сборная Финляндии        | КМ 2004      | 6                | 4                | 0                | 1                | 0                | 1                | -                | 2 место          | 2 место  | 2 место  | 2 место                         |
| Рапперсвиль-Йона Лейкерс | ШНЛ 2009-10  | ?                | ?                | ?                | -                | ?                | ?                | ?                | уволен           | -        | -        | -                               |
| Авангард                 | КХЛ 2009-10  | —                | —                | —                | —                | —                | —                | —                | —                | 0        | 3        | Поражение в 1/8 финала          |
| Авангард                 | КХЛ 2010-11  | 54               | 31               | 11               | -                | 3                | 9                | 118              | 1 место          | 7        | 6        | Поражение в 1/4 финала (уволен) |
| Авангард                 | КХЛ 2011-12  | 20               | 10               | 1                | -                | 2                | 7                | 34               | 5 место          | 15       | 6        | Проиграли в финале              |
| Авангард                 | КХЛ 2014-15  | 58               | 29               | 5                | -                | 8                | 16               | 108              | 4-е на Востоке   | 5        | 7        | Поражение в 1/4 финала (уволен) |